# Matyelok Gibbs
Pour les articles homonymes, voir Gibbs.
Matyelok Gibbs, née le 1er août 1932 et morte le 14 août 2023, est une actrice britannique.

## Filmographie

### Cinéma
- 1982 : Victor Victoria : la réceptionniste du Cassell
- 1983 : Secrets : Miss Lane
- 1985 : Chambre avec vue : la nouvelle Charlotte
- 1988 : Le Complot : la femme du colonel
- 1989 : Erik le Viking : la mère d'Erik
- 1991 : Kafka : la concierge
- 1992 : Waterland : Martha Clay
- 1993 : When Pigs Fly : Mme Cleary
- 1994 : Prêtre : la gouvernante
- 1995 : Jack and Sarah : la physiothérapiste
- 1996 : Crimetime : Mme Kravatz
- 1997 : Oscar and Lucinda : Mme Williams
- 1998 : À tout jamais, une histoire de Cendrillon : Louise
- 2001 : Les Visiteurs en Amérique : l'infirmière de Rosalind
- 2001 : Superstition : Grand-mère Cenci
- 2002 : And Now... Ladies and Gentlemen : la vieille femme
- 2005 : Fragile : la deuxième vieille femme
- 2005 : Crime City : Tall Lanky
- 2006 : Babel : Elyse
- 2006 : Copying Beethoven : la vieille femme
- 2006 : Pu-239 : Ana
- 2006 : Miss Potter : Miss Wiggin
- 2010 : Harry Potter et les Reliques de la Mort : Tante Muriel
- 2011 : Votre Majesté : la mère
- 2011 : La Taupe : Mme Pope Graham
- 2014 : Les Recettes du bonheur : Lady Shepherd

### Télévision
- 1964 : Déclic (1 épisode)
- 1982 : The Agatha Christie Hour : Miss Garstang (1 épisode)
- 1983 : The Bad Sister : Meg
- 1984 : The Jewel in the Crown : Sœur Ludmila (3 épisodes)
- 1985 : Blott on the Landscape : Miss Percival (6 épisodes)
- 1988 : Bergerac : Alice Thorwell (1 épisode)
- 1989 : The New Statesman : Mme Bick (1 épisode)
- 1989 : Chelworth : Daisy Hadnett (6 épisodes)
- 1989-2003 : The Bill : Edith Bradley, Anne Pearson et Mme Gale (4 épisodes)
- 1992 : Maigret : la concierge (1 épisode)
- 1993 : Between the Lines : Mme Ames (1 épisode)
- 1994 : Space Precinct : Bag Lady (1 épisode)
- 1994 : Seaforth : Mme Thomas (6 épisodes)
- 1994-1997 : All Quiet on the Preston Front : Mme Ruddock (5 épisodes)
- 1995 : Revelations : Ellen James (1 épisode)
- 1995-1996 : The Vet : Maddy (13 épisodes)
- 1998 : Kavanagh : Professeur Simunovic (1 épisode)
- 2000 : Inspecteur Barnaby : Muriel Harrap (1 épisode)
- 2001 : Inspecteur Frost : Mme Brandon (1 épisode)
- 2001 : Judge John Deed : Dr Margot Briones (1 épisode)
- 2002 : Casualty : Nora Linton (1 épisode)
- 2003 : Doctors : Eileen Groves (1 épisode)
- 2003 : Rosemary and Thyme : Mme Potts (1 épisode)